# 達米安·伊馬紐爾·米蓋勒斯
達米安·伊馬紐爾·米蓋勒斯（1983年11月24日—）生於布宜諾斯艾利斯，是一名阿根廷手球運動員，曾代表國家參加2012年倫敦奧運的男子手球比賽，並未獲得獎牌。